# Relaciones Guatemala-Italia
Las relaciones Guatemala-Italia son las relaciones internacionales entre la República Italiana y la República de Guatemala. Guatemala tiene una embajada en Roma e Italia tiene una embajada en Ciudad de Guatemala.

## Historia
Guatemala inició relaciones diplomáticas por primera vez con Italia cuando firmó un acuerdo de entendimiento con el Reino de Cerdeña en 1859 durante el gobierno de Rafael Carrera. Posteriormente firmó un acuerdo un tratado de comercio y navegación con el Reino de Italia en 1868. Durante el gobierno de Benito Mussolini, el gobierno guatemalteco, encabezado en ese entonces por el general Jorge Ubico lo condecoró en la Orden del Quetzal. Durante  los eventos de la Segunda Guerra Mundial, el gobierno de Guatemala le declaró la guerra a Italia en 1944, reestablecieron sus relaciones en 1946.

## Comercio
El total de las importaciones de Italia a Guatemala en los primeros seis meses del 2011 ascendió a 30 millones y 665 mil (se estima que equivale al 18,9% del total de la zona euro) e Italia ocupa el tercer puesto en Europa, luego de Alemania y Países Bajos.